# Colisão com o solo em voo controlado

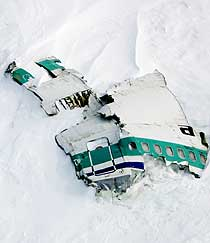
Parte da fuselagem do DC-10 que fazia o voo Air New Zealand 901, que colidiu com o Monte Erebus na Antártica em 1979. Foto tirada 25 anos após o acidente.

Colisão com o solo em voo controlado, ou voo controlado contra o terreno (do inglês CFIT - Controlled flight into terrain) é um termo aeronáutico criado por técnicos da Boeing nos anos 1970, sendo utilizado para descrever um acidente aéreo no qual uma aeronave colide contra o solo, embora tivesse seus equipamentos e sistemas funcionando em perfeito estado até o momento do acidente. A colisão com o solo em voo controlado pode ser causada principalmente por erro do piloto na programação e leitura dos parâmetros dos equipamentos de bordo, por desconhecimento do terreno e seu relevo, entre outros fatores.